# Опиумные войны
Опиумные войны — военные конфликты на территории Китая в XIX веке между западными державами и Империей Цин. Одной из основных причин военных действий были разногласия о торговле с Китаем, в первую очередь опиумом, откуда войны получили своё название. 
Опиумные войны включают два конфликта:
- Первая опиумная война — война 1840[1]—1842 годов;
- Вторая опиумная война — война 1856—1860 годов.

Итогом опиумных войн стало заключение ряда договоров, по которому Китай лишался своих крупных территорий в пользу европейских держав. В китайской историографии данные договоры принято называть неравными.

## Первая опиумная война

Обстрел китайских джонок

Первая опиумная война 1840—1842 годов велась между Великобританией и Империей Цин. Предпосылкой войны был перекос торгового баланса между этими странами в пользу Китая, причиной которого являлась китайская политика ограждения империи от иностранного влияния. Товаром, который пользовался в Китае спросом и мог выровнять торговый баланс, принося англичанам огромную прибыль, был опиум, однако его продажа запрещалась императорскими декретами.
Контрабанда опиума продолжалась несколько десятилетий, пока в 1830-х годах Китай жёсткими мерами не положил ей конец. Проводя политику по защите китайского рынка от наркотиков, в декабре 1839 года император закрыл рынок страны всем коммерсантам и контрабандистам из Англии и Индии. 4 сентября 1839 в Ковлуне произошёл морской бой, что привело к объявлению Великобританией в апреле 1840 года войны Империи Цин. В поддержку войны высказался президент Соединённых Штатов Америки.
Со стороны англичан в войну вступило 40 кораблей и 4000 солдат. Китай обладал 880-тысячной армией, но эти силы были разбросаны по всей стране и в большинстве не имели современного вооружения и боевого опыта. Общее число войск, участвовавших в конфликте со стороны Китая, оценивается в 90 000 человек.
Основой тактики Великобритании были манёвр флотом, бомбардировки береговых укреплений, быстрые десанты при поддержке флота и блокада портов и водных транспортных путей. Цинская империя обороняла крепости, используя многочисленную, хотя и устаревшую артиллерию, устраивала заграждения на реках и организовывала брандерные атаки английских кораблей. В ходе войны английские войска продемонстрировали значительное превосходство своего флота и артиллерии, высокую манёвренность и организацию. Китайские войска, в том числе и элитные маньчжурские отряды, не смогли оказать серьёзного сопротивления, что было вызвано недостаточным владением артиллерией (особенно полевой), слабостью общевойсковой подготовки и низким моральным духом армии. Большинство крупных сражений в ходе войны происходили при относительно небольших потерях со стороны англичан убитыми и ранеными, однако более значительные потери последние несли от жаркого климата и тропических болезней.
В конце лета 1840 года английские корабли оказались в непосредственной близости от Пекина. Напуганный император Даогуан согласился на переговоры и принял условия англичан, которые возвратили корабли на юг. Но в декабре 1840 года император изменил своё решение и двинул против англичан новые силы. Войска Великобритании нанесли ответный удар, и наместник, вопреки воле императора, выполнил английские требования, в том числе передал под английскую корону остров Гонконг. Боевые действия продолжались до мая 1841 года, когда после разгрома китайского флота было заключено перемирие.
В августе 1841 года Великобритания направила в Китай новые экспедиционные силы, которые начали новое наступление. После зимовки в захваченных городах Чжэньхай и Нинбо они отразили контрнаступление китайских сил в марте 1842 года и продолжили наступление. В то же время в китайских водах появились военные эскадры США и Франции. 29 августа 1842 года, после решающих побед и выхода к Нанкину, Великобритания навязала Империи Цин выгодный для себя «Нанкинский договор».
По договору Империя Цин выплачивала Великобритании крупную контрибуцию, передавала остров Гонконг и открывала китайские порты для английской торговли. Английская корона получила от продажи опиума гигантский источник дохода. В империи Цин начался длительный период ослабления государства и гражданской смуты, что привело к закабалению страны со стороны европейских держав и гигантскому распространению наркомании, деградации и массовому вымиранию населения.

## Вторая опиумная война

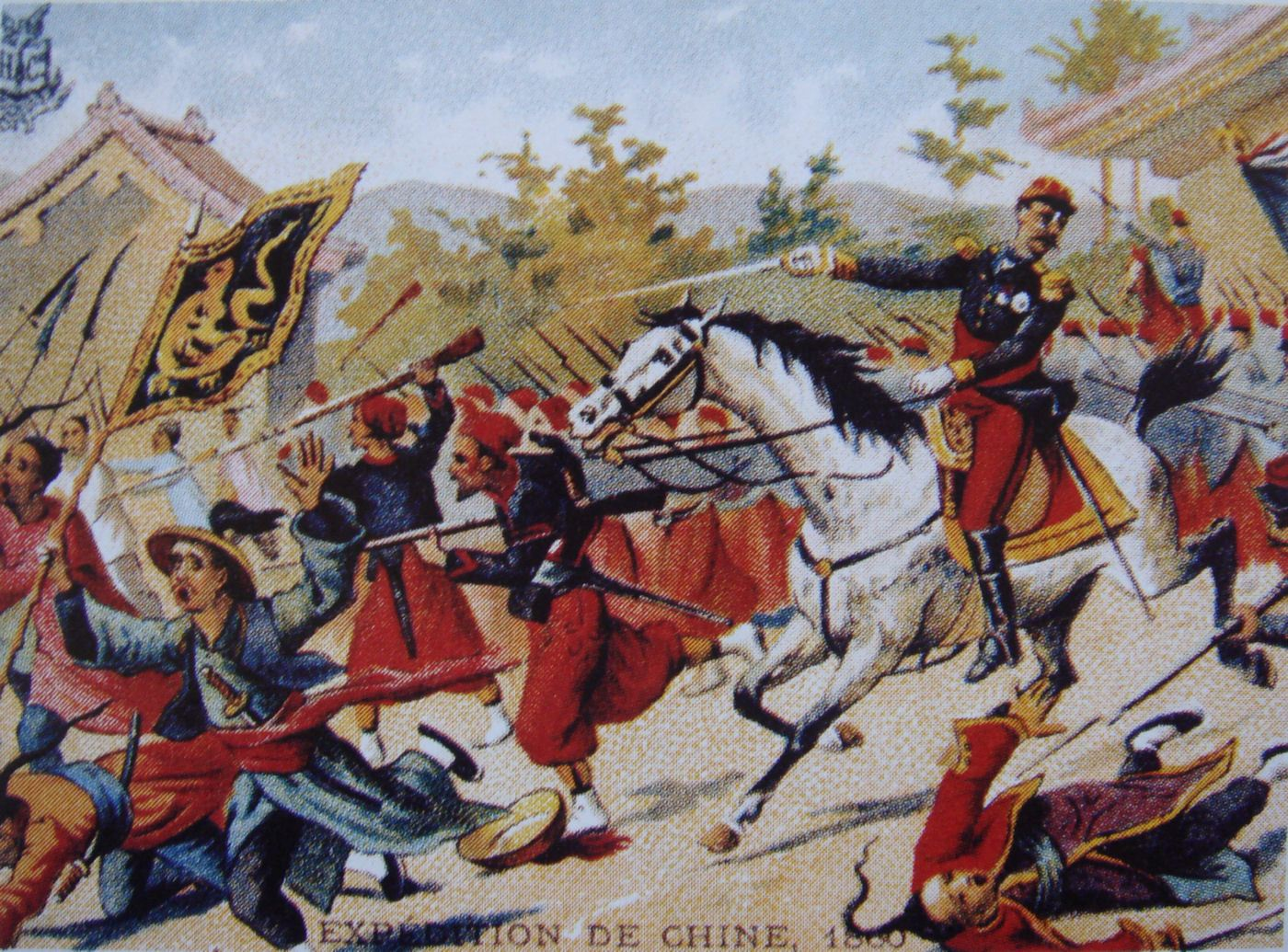
Шарль Кузен-Монтабан ведёт в бой французские войска

Вторая опиумная война 1856—1860 годов велась Великобританией и Францией против Империи Цин. Англия пыталась открыть путь во внутренние провинции Китая, захватить его речные порты. В 1851 году в Китае началась гражданская война: на территории империи Цин появилось враждебное маньчжурскому правительству Тайпинское государство, которое иностранные торговцы и миссионеры использовали для борьбы с империей при формальном нейтралитете западных государств.
Однако, в 1854 году Великобритания, Франция и США попытались пересмотреть договоры 1841—1842 годов, потребовали себе права неограниченной торговли на всей территории Китая и официальное разрешение на торговлю опиумом, но политические интриги не привели к нужному результату. Поэтому после окончания Крымской войны в октябре 1856 года Великобритания развязала новую войну в Китае. Вскоре к Англии присоединилась и Франция. Россия в обмен на территориальные уступки оказала Цинской империи военную помощь. В декабре 1857 года англо-французские войска окружили город Кантон и потребовали подписания договора на тяжёлых для Китая условиях. Китайское правительство не приняло этих требований. Тогда англо-французские войска захватили и разрушили город. В 1860 году объединённая англо-французская армия нанесла маньчжуро-монгольским войскам решающее поражение и стала угрожать Пекину.
24—25 октября 1860 года были подписаны Пекинские договоры, по которым Империя Цин выплачивала крупную контрибуцию, открывала для иностранной торговли Тяньцзинь, разрешала использовать китайцев в качестве фактически рабской рабочей силы в колониях Великобритании и Франции. К Великобритании с этого момента переходила южная часть Цзюлунского полуострова, а Россия получала Уссурийский край. Причём последний формально не принадлежал Китаю, являясь наследственным заповедником маньчжурской династии, имевшей право распоряжаться им по своему усмотрению и ограничивавшей китайское заселение этой территории в течение предыдущих двух веков.